# 埃尔文德雷利
埃尔文德雷利，是西班牙加泰罗尼亚塔拉戈纳省的一个市镇。总面积37平方公里，总人口23744人（2001年），人口密度642人/平方公里。